# Los cazadores en la nieve
Los cazadores en la nieve (en neerlandés, Jagers in de Sneeuw) es una obra del pintor Pieter Brueghel el Viejo, perteneciente al ciclo de seis obras sobre los «Meses» del año. Representa el invierno o los meses de diciembre y enero. Es un óleo sobre tabla, pintado en 1565. Mide 117 cm de alto y 162 cm de ancho. Se exhibe actualmente en el Museo de Historia del Arte de Viena (Austria), con el título alemán Jäger im Schnee.

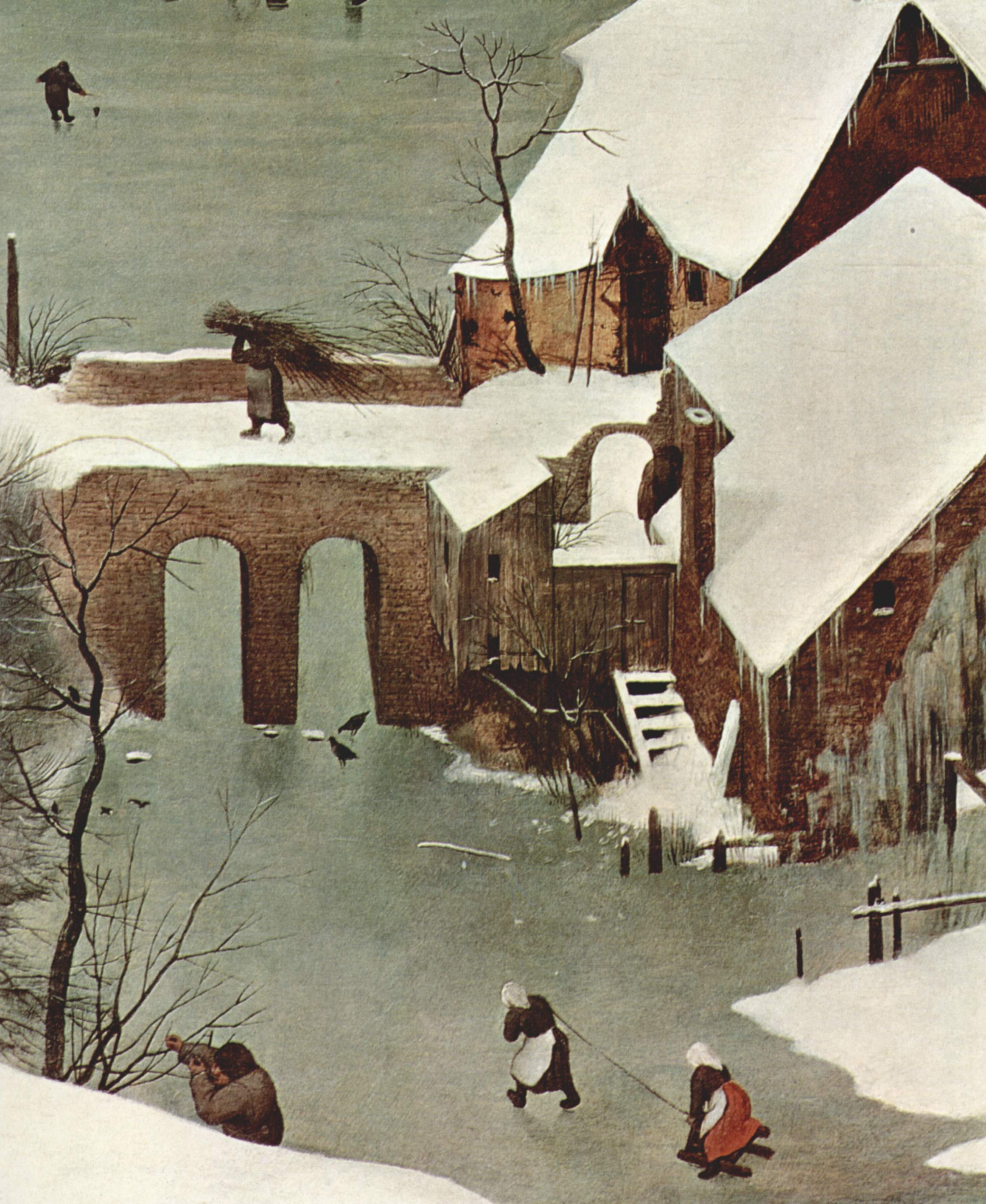
Detalle: puente sobre el río helado.

Desde un primer plano muy elevado se lleva la mirada por un terreno abrupto. Por la izquierda del cuadro aparecen los cazadores, vueltos de espalda, seguidos por la jauría de perros. Entre ellos, las siluetas negras de los árboles van trazando una diagonal que lleva hacia el amplio paisaje que se abre ante ellos. Esa diagonal es el eje dominante de la pintura. Predomina el blanco de la nieve. Sobre dos lagos helados, se practican juegos invernales. El cielo es plomizo.
Sobre este frío paisaje las figuras humanas, los animales y los árboles parecen sombras chinescas. El tema principal es el paisaje, un paisaje invernal en el que se representa la nieve, el hielo, anticipando los grandes logros en este género de la pintura barroca.
De esta misma serie sobre los meses existen otras cuatro pinturas, todas ellas de 1565:
- Día triste o Día nublado (febrero-marzo), Museo de Historia del Arte de Viena
- La siega del heno (junio-julio), Palacio de Lobkowicz, en el Castillo de Praga
- Los cosechadores (agosto-septiembre), Museo Metropolitano de Arte, Nueva York
- El regreso de la manada (octubre-noviembre), Museo de Historia del Arte de Viena.

Esta obra fue utilizada en la película Solaris (1972), de Andrei Tarkovsky, basada en la novela del mismo nombre del escritor polaco Stanisław Lem, en una escena en la que Hari (personaje creado en una estación espacial y que cuestiona su condición existencial) se angustia y observa esta pintura como una alegoría de la vida humana en la Tierra.